# 泰泽
泰泽（法語：Taizé，法語發音：[tɛze] ⓘ）是法国索恩-卢瓦尔省的一个市镇，属于马孔区。泰澤團體创立于此。

## 地理
泰泽（46°30'48"N, 4°40'37"E）面积3.16 平方千米，位于法国勃艮第-弗朗什-孔泰大區索恩-卢瓦尔省，该省份为法国中部省份，北起顺时针与科多尔省、汝拉省、安省、罗讷省、卢瓦尔省、阿列省和涅夫勒省接壤。
与泰泽接壤的市镇（或旧市镇、城区）包括：阿默尼、布赖、弗拉日。

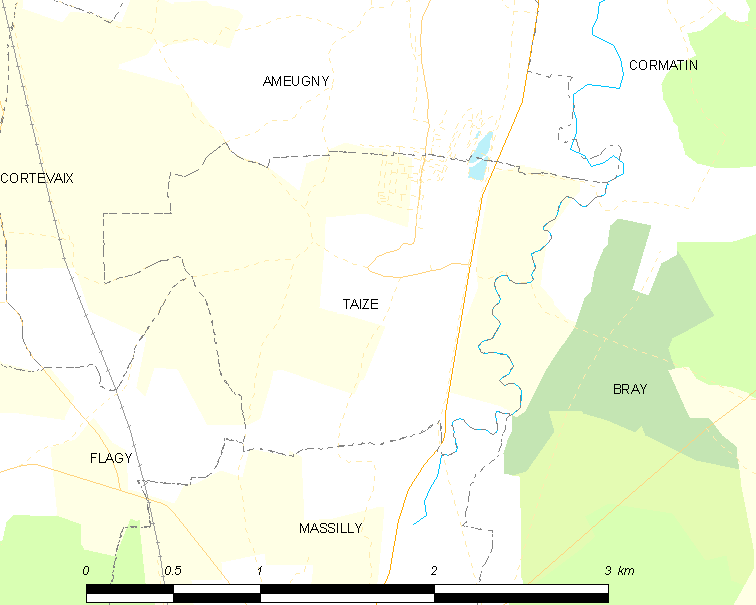
泰泽的OSM定位图

泰泽的时区为UTC+01:00、UTC+02:00（夏令时）。

## 行政
泰泽的邮政编码为71250，INSEE市镇编码为71532。

## 政治
泰泽所属的省级选区为克吕尼县。

## 人口

1962-2008年间泰泽人口变化图示

泰泽于2022年1月1日时的人口数量为196人。